# Száműzött Eduárd
Száműzött Eduárd (angolul Edward the Exile, más néven Edward Ætheling), (1016 – 1057. augusztus vége) II. Edmund angol király és Ealdgyth fia volt. Azért kapta a Száműzött melléknevet, mert életének nagy részét Angliától távol töltötte. 1016-ban a dánok lerohanták Angliát és II. Knut dán király őt és testvérét, Edmundot száműzte a kontinensre. Eduárd még csak néhány hónapos volt, amikor III. Olaf svéd király udvarába vitték (aki Knut féltestvére vagy mostohatestvére volt), azzal az utasítással, hogy öljék meg. Ehelyett Eduárdot titokban Kijevbe vitték, ahol Olaf húga, Ingigerd volt a királynő. Onnan Magyarországra vezetett az útjuk, ahol Ingigerd sógora, I. András magyar király uralkodott.
Megtudva, hogy életben van, Hitvalló Eduárd visszahívta őt Angliába, hogy elfoglalja örökségét. Eduárd elfogadta az utolsó esélyt, hogy visszaállítsa az angolszász monarchia tekintélyét. Hitvalló Edward gyenge volt és nem tudott erősen fellépni a wessexi Godwin gróf fiaival szemben. A csatorna túloldalán Hódító Vilmos vetett szemet az angol trónra. Száműzött Eduárd épp időben érkezett. Eduárd, aki III. Henrik német-római császár őrizetében volt, 1057 augusztusában végre visszatért Angliába. Megérkezése után két nappal azonban meghalt; halálának pontos okai ismeretlenek. 
Eduárd Magyarországon megházasodott, felesége Árpád-házi Ágota volt. Gyerekeik Edgar Ætheling (1051?-1126?), Skóciai Szent Margit (1045?–1093), Krisztina (1047?–1102?) volt. Edgár elfoglalhatta volna apja örökségét, de túl fiatal volt, és erőit Harold Godwinson elsöpörte. Margit III. Malcolm skót király felesége lett, és 1250-ben szentté avatták.

## Külső hivatkozások
- Száműzött Eduárd genealógiája